# Bundesgartenschau 2023
Die Bundesgartenschau 2023 fand vom 14. April bis zum 8. Oktober 2023 in Mannheim auf dem ehemaligen Spinelli-Militärgelände an der Feudenheimer Au zwischen Käfertal und Feudenheim und im Luisenpark statt. Nach der Bundesgartenschau 1975 war sie die zweite Veranstaltung dieser Art in der südwestdeutschen Stadt. Für die Dauer der Veranstaltung wurde eine Seilbahnverbindung zwischen dem alten und neuen Gartenschau-Gelände eingerichtet.

## Geschichte

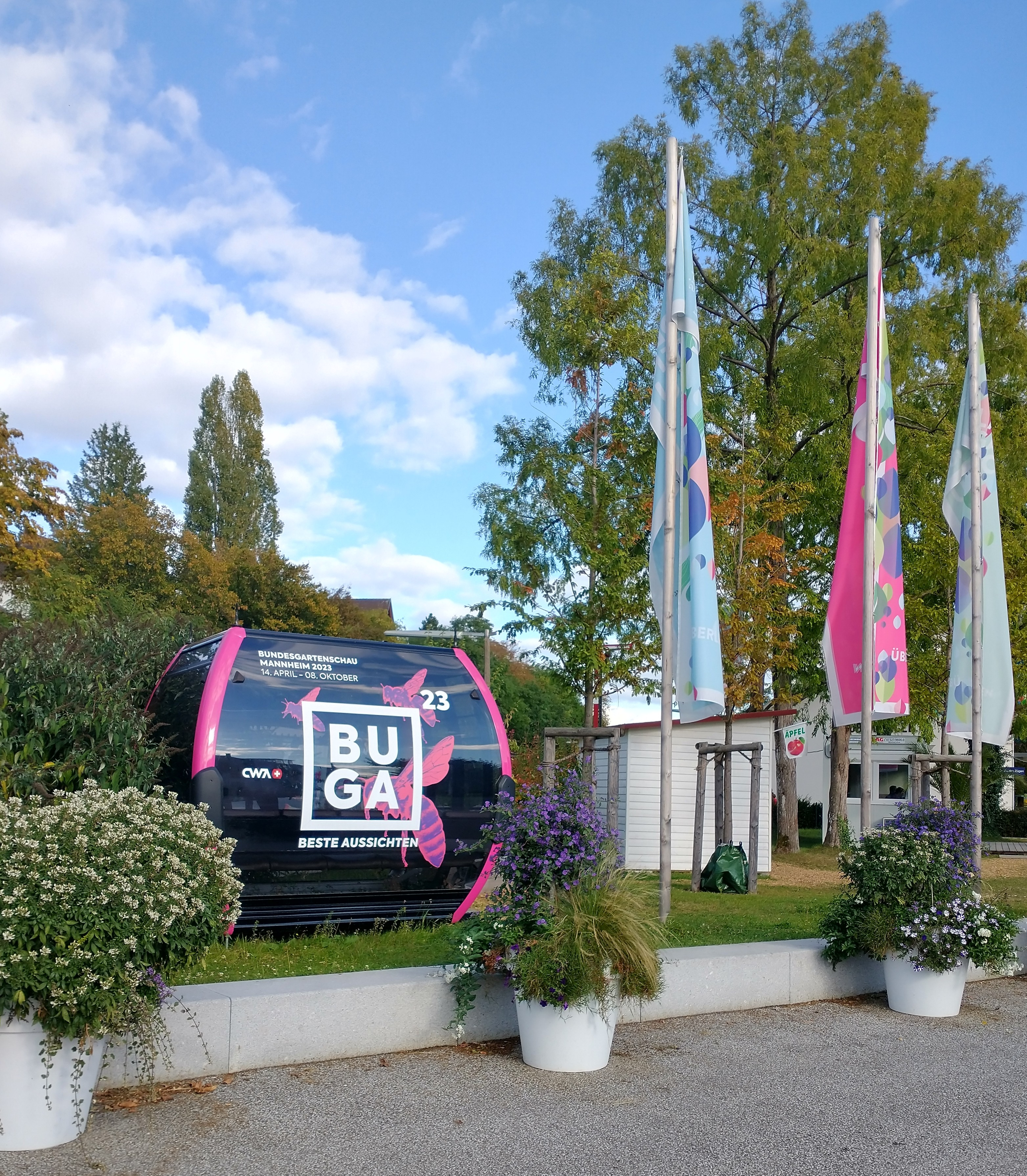
Eine Seilbahnkabine, das Markenzeichen der Mannheimer Bundesgartenschau 2023, auf der Landesgartenschau Überlingen (2021)

Bereits 1907 fand in Mannheim eine internationale Kunst- und Gartenbauausstellung, anlässlich des 300. Jahrestages der Verleihung der Stadtrechte 1607 statt. 1975 fand die erste Bundesgartenschau in Mannheim statt. Hinsichtlich des 400-jährige Stadtjubiläum gab es 2007 Überlegungen, in Mannheim erneut eine Bundesgartenschau auszurichten. Aus finanziellen Gründen wurde diese Idee aber zu diesem Zeitpunkt verworfen.
Anfang 2013 wurde schließlich eine Bewerbung für die Bundesgartenschau 2023 geplant und diese am 19. Februar 2013 mit deutlicher Mehrheit vom Stadtrat beschlossen. Nach Protesten mehrerer Bürgerinitiativen beraumte der Stadtrat am 18. Juni 2013 für den 22. September 2013 einen Bürgerentscheid an, der zusammen mit der Bundestagswahl durchgeführt wurde. Der Bürgerentscheid zur Bundesgartenschau erreichte die erforderliche Beteiligung und die Bewerbung für die Bundesgartenschau wurde mit einer knappen Mehrheit von 50,7 Prozent der abgegebenen Stimmen befürwortet.
Auf der Landesgartenschau Überlingen 2021 wurde mit einer Seilbahnkabine für die BUGA 23 geworben.
Am 14. April 2023 wurde die Bundesgartenschau von Bundespräsident Frank-Walter Steinmeier im Beisein des baden-württembergische Ministerpräsidenten Winfried Kretschmann und des damaligen Mannheimer Oberbürgermeister Peter Kurz feierlich eröffnet.

## Gelände
Die Bundesgartenschau 2023 fand wie bereits schon die Bundesgartenschau 1975 an zwei verschiedenen Orten in Mannheim statt: Auf den ehemaligen Spinelli Barracks der US-Garnison Mannheim, im Nordosten der Stadt und im innerstädtischen Luisenpark, der schon 1975 Bestandteil der Bundesgartenschau war. Die beiden Parkanlagen waren mit einer Seilbahn miteinander verbunden. Auf der etwa 2 km langen Strecke, die u. a. über den Neckar führte, konnten mit den 64 je zehn Personen fassenden Seilbahnkabinen circa 2800 Passagiere pro Stunde und Richtung befördert werden. Eine Fahrt mit der Seilbahn dauerte etwa 7 Minuten. Die Seilbahn wurde als ökologischste Verbindung der Ausstellungsflächen ausgewählt und war bereits bei der niederländischen Weltgartenbauausstellung Floriade 2022 in Almere im Einsatz und wird nach dem Ende der Bundesgartenschau im österreichischen Skigebiet Kappl erneut aufgebaut werden. Während der Bundesgartenschau beförderte die Seilbahn laut elektronischer Zählung an den Stationen 3,06 Millionen Passagiere. Bei der Bundesgartenschau 1975 waren der Luisenpark und der Herzogenriedpark mit dem Aerobus, einer Einschienenbahn, miteinander verbunden.

## Konzept

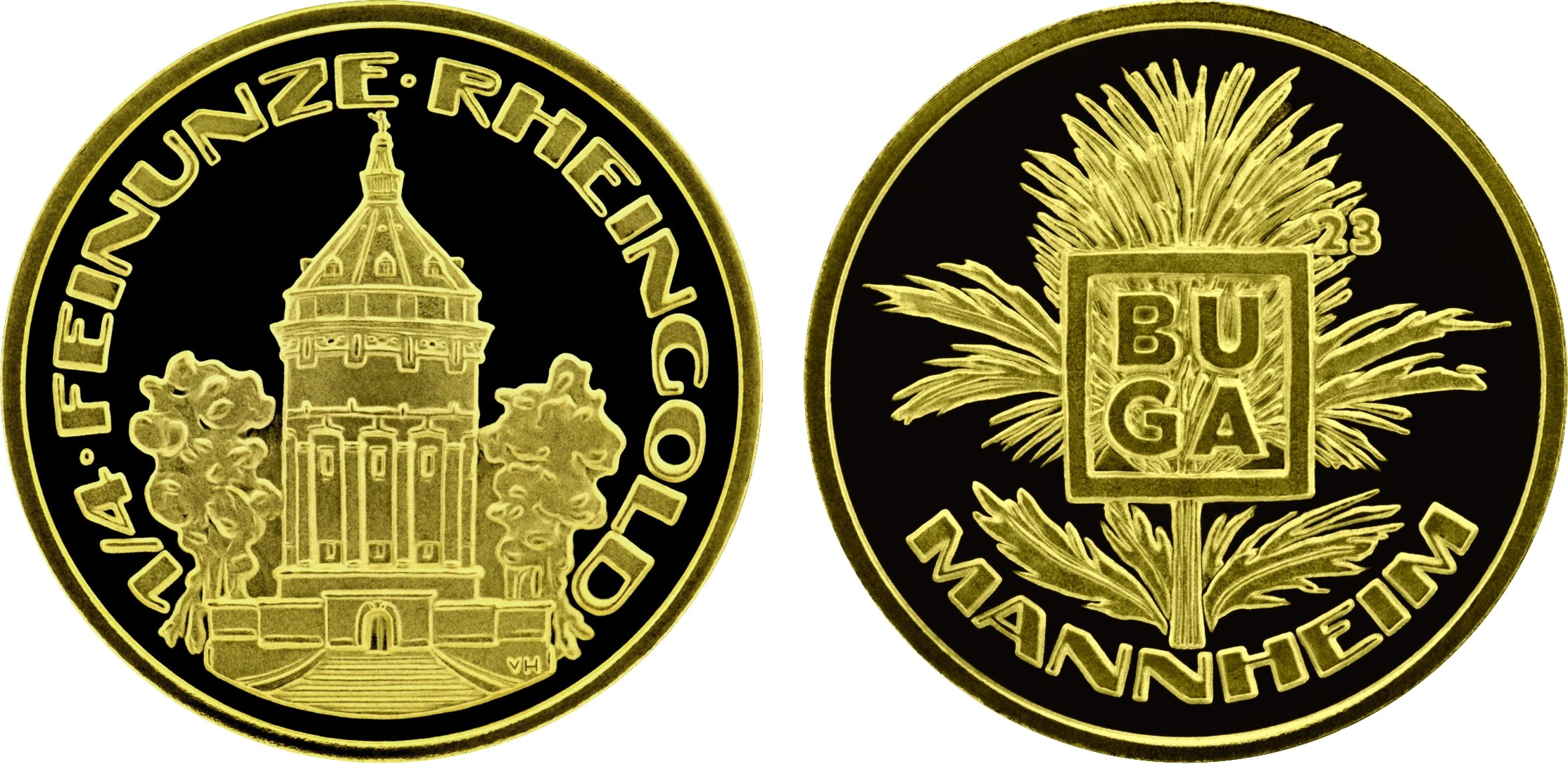
Am 30. Juni 2023 wurde auf der BUGA23 eine aus nachhaltig gewonnenem Rheingold hergestellte Medaille vorgestellt. Die Vorderseite zeigt den Wasserturm (Mannheim).

Das Motto der BUGA lautete „beste Aussichten“. Die Bundesgartenschau in Mannheim widmete sich zukunftsrelevaten Fragestellungen, die Leitthemen waren Nachhaltigkeit mit den Ausprägungen Klima, Umwelt, Energie und Nahrungssicherung. Die Leitthemen der Bundesgartenschau wurden aus dem Leitbild 2030 der Stadt Mannheim sowie den 17 Nachhaltigkeitszielen der Vereinten Nationen (= SDGs) entwickelt. Die Mannheimer Bundesgartenschau hatte es sich zum Ziel gemacht, die bisher nachhaltigste Bundesgartenschau zu werden.
Vor allem das Konversionsgelände Spinelli als ehemaliges militärisch genutztes Gelände stellt dabei ein Experimentierfeld für nachhaltiges Zusammenleben dar. Die traditionelle Gartenbauausstellung war mit dem Thema Städtebau kombiniert. Der Spinelli-Park war und ist Teil des mehr als 7 km langen Mannheimer Freiraumkonzepts „Grünzug Nordost“, einem städtischen Frischluftkorridor. Auswirkungen des Klimawandels auf die Botanik, Nahrungsmittelproduktion und Artenvielfalt wurden sowohl in der Ausstellung, als auch im Gartenbaubereich behandelt. Weiterhin wurden Herausforderungen und mögliche Lösungen des weltweit steigenden Energiebedarfs aufgezeigt.
Auf dem Gelände der Bundesgartenschau wurden 2023 Bäume und Blumen mit über eine Million Blüten auf einer Größe von etwa 104 ha gepflanzt.
Insgesamt gab es während der 178 Tage dauernden Bundesgartenschau etwa 5000 Veranstaltungen.
Am Rande des Spinelli-Parks entstand ein 81 Meter langer und 12 Meter hoher Panoramasteg. Der Steg ermöglicht einen Blick auf das Landschaftsschutzgebiet Feudenheimer Au, einem renaturierten Augewässer.
Das Projekt Renaturierung des Neckars bei Mannheim war und ist ebenfalls Bestandteil der Bundesgartenschau in Mannheim. So soll der einst begradigte Flussverlauf des Neckars bei Mannheim laut BUGA 23-Gesellschaft wieder kurvenreicher und naturnaher gestaltet und damit am Fluss wieder mehr Tier- und Pflanzenarten angesiedelt werden. Die Bauarbeiten dazu sind noch nicht abgeschlossen.

## Rahmenprogramm
Museen in Mannheim wie die Kunsthalle Mannheim und die Reiss-Engelhorn-Museen boten während der Bundesgartenschau ein umfangreiches Rahmenprogramm an. Dies waren Ausstellungen auf dem Gelände der BUGA oder Ausstellungen in den jeweiligen Museen. So zeigten die Reiss-Engelhorn-Museen auf der BUGA 2023 vor dem Hintergrund des Klimawandels die Ausstellung „Mannheim – Eiszeit, Klima, Wandel“. Die Schau war vom 14. April bis 8. Oktober 2023 in der U-Halle zu sehen. Im Museum Zeughaus, C5 Innenstadt Mannheim, wird die Ausstellung „Blühende Schatzkammer. Willkommen BUGA 2023“ gezeigt, die vom 21. April bis zum 5. November 2023 zu sehen ist. Die Kunsthalle Mannheim zeigte das Ausstellungsprojekt „1,5 Grad“, welches vor dem Hintergrund des Klimawandels das komplexe Zusammenwirken von Mensch, Natur und Technik beleuchtet und dabei zeigte, wie die Klimakrise auf alle Lebensbereiche Einfluss nimmt.

## Verlauf der Bundesgartenschau
Am 10. Juli 2023 wurde im Rahmen der BUGA 23 eine Rosen-Neuzüchtung auf den Namen „Spinelli“ getauft, damit der Name von Dominic Spinelli auch als Rose weiterlebt. Taufpaten der Rosen-Neuzüchtung waren der damalige Mannheimer Oberbürgermeister Peter Kurz und seine Frau Daniela Franz.

### Kontroverse
Der geplante Auftritt einer Seniorinnen-Tanzgruppe der Mannheimer Arbeiterwohlfahrt unter dem Motto „Weltreise in einem Traumschiff“ führte zu einer öffentlichen Kontroverse, als publik wurde, dass die Veranstalter der Bundesgartenschau der Gruppe verbieten wollten, in nichtdeutscher Kleidung wie beispielsweise Flamenco-Kleidern, Ponchos oder Sombreros aufzutreten. Das Vorgehen der Veranstalter wurde mit einem Verbot von „kultureller Aneignung“ begründet. Nachdem deutschlandweit in den Medien darüber berichtet worden war und es zu wiederholter öffentlicher Kritik an dem Verbotsvorhaben gekommen war, lenkten die Verantwortlichen schließlich ein und erlaubten einen Großteil der fremdländischen Trachten, nicht jedoch das Tragen von Sombreros.

### Unterwasserwelt
Ab dem 8. September öffnete die neuentstandene Unterwasserwelt im Mannheimer Luisenpark für jeweils zwei Stunden von 11 bis 13 Uhr. Ursprünglich war die Eröffnung für April 2023 geplant gewesen. In etwa der Hälfte der insgesamt 21 Becken zogen Fische und Wasserpflanzen ein, die Besucher hatten darüber hinaus die Möglichkeit, den Aufbau weiterer Becken mitzuerleben. Die vollständige Einrichtung der Unterwasserwelt soll nach der Bundesgartenschau erfolgen. Ein Rundweg soll die Besucher mit Infoscreens und Tafeln durch die unterschiedliche Unterwasserwelt der verschiedenen Kontinente führen.

### Entwicklung der Besucherzahlen
- 14. April 2023: Eröffnung
- 23. April 2023: 100.000[28]
- 9. Juli 2023: 1.000.000[29]
- 29. September 2023: 2.000.000[30]
- 8. Oktober 2023: circa 2.200.000

## Impressionen

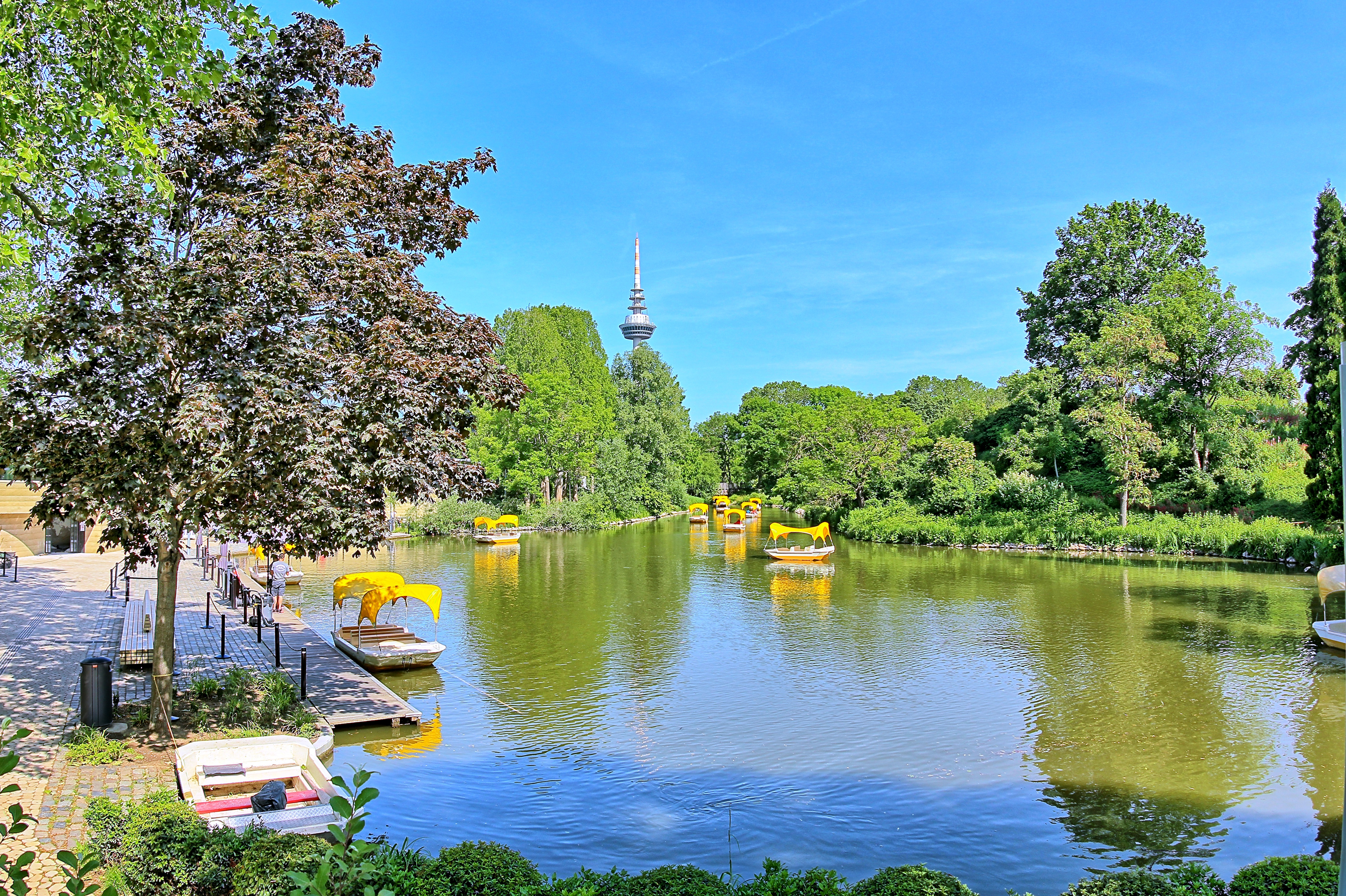
Luisenpark: Kutzerweiher mit Gondolettas
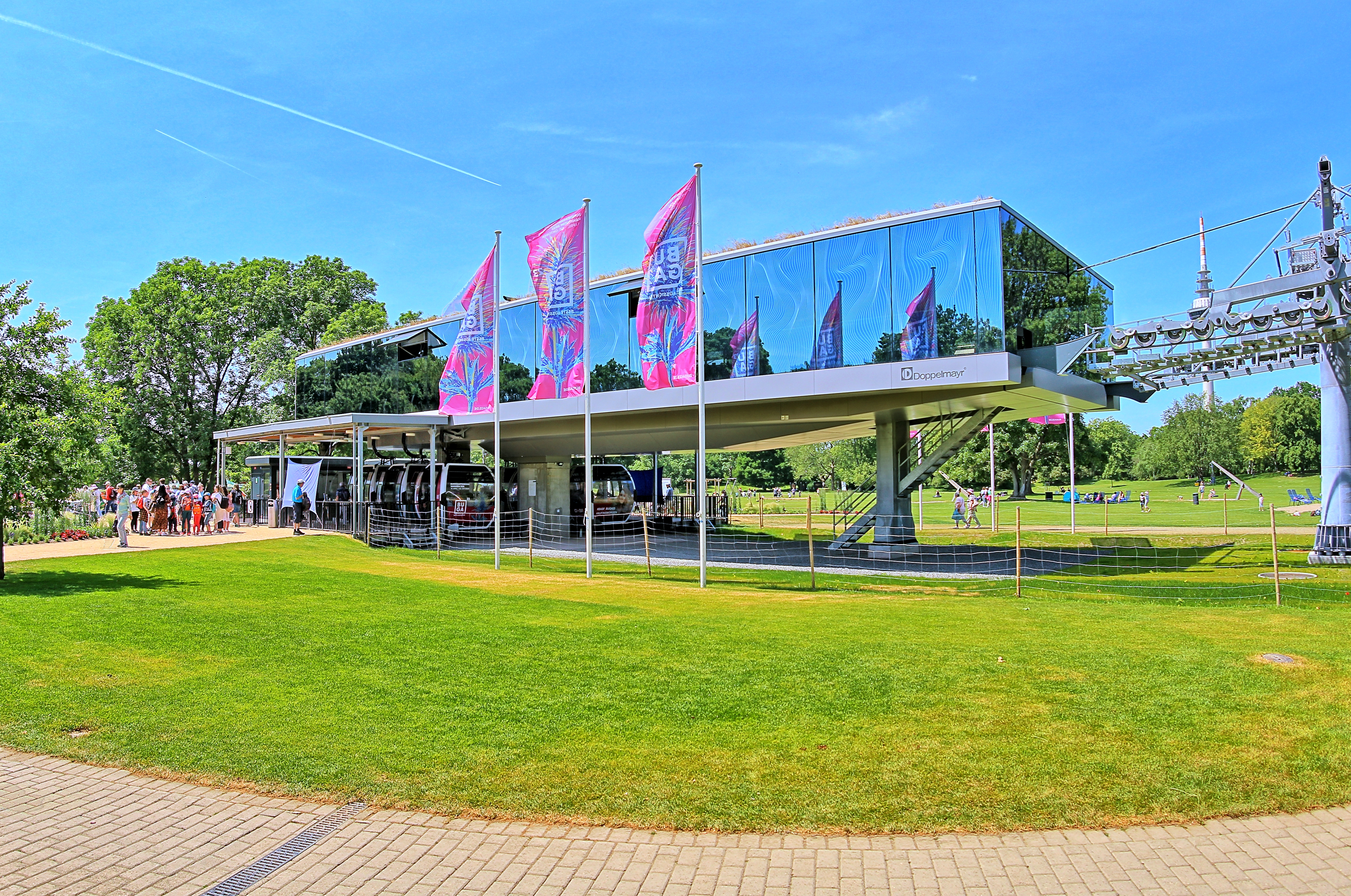
Luisenpark: Seilbahnstation
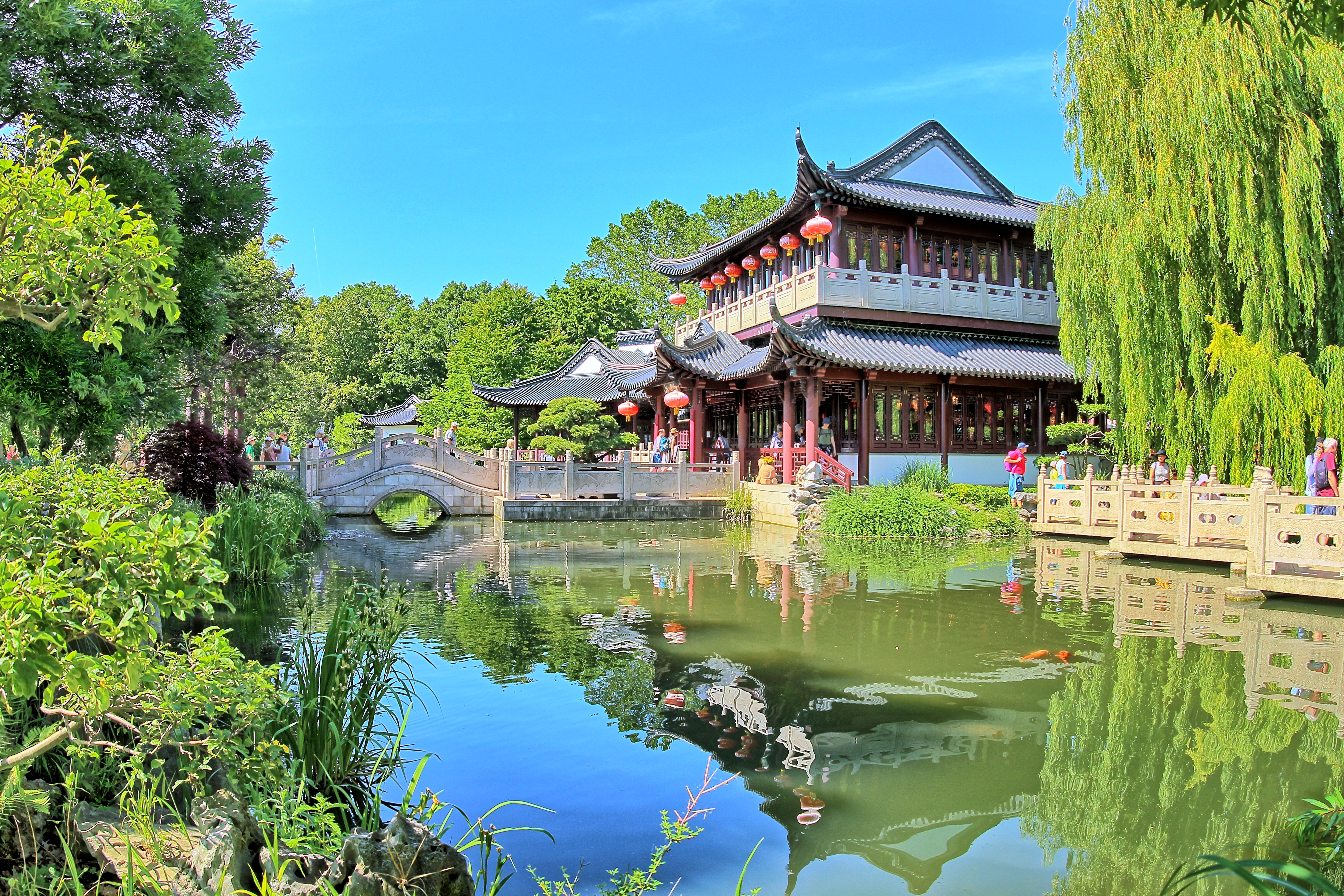
Luisenpark: Chinesisches Teehaus
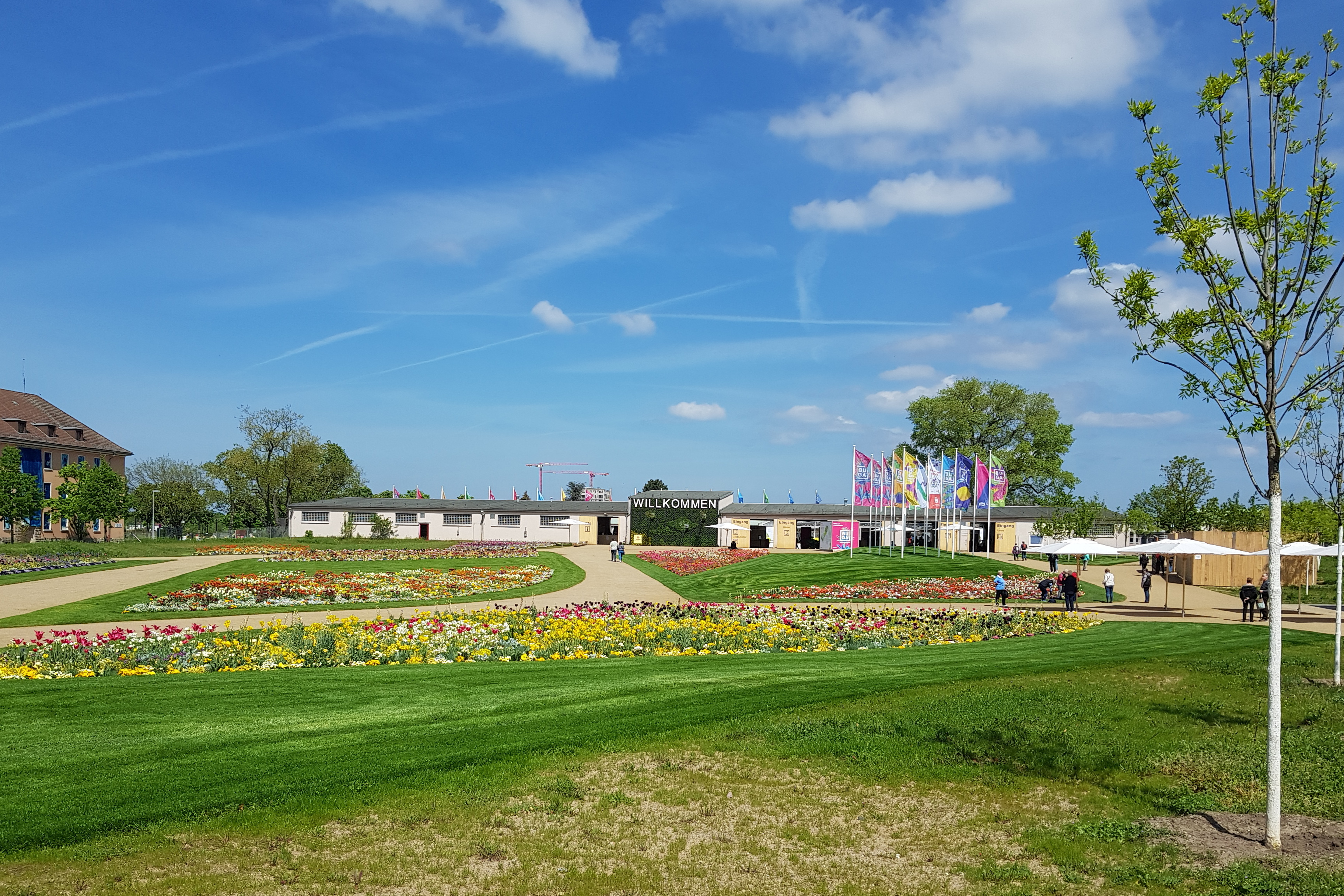
Haupteingang Spinelli-Park
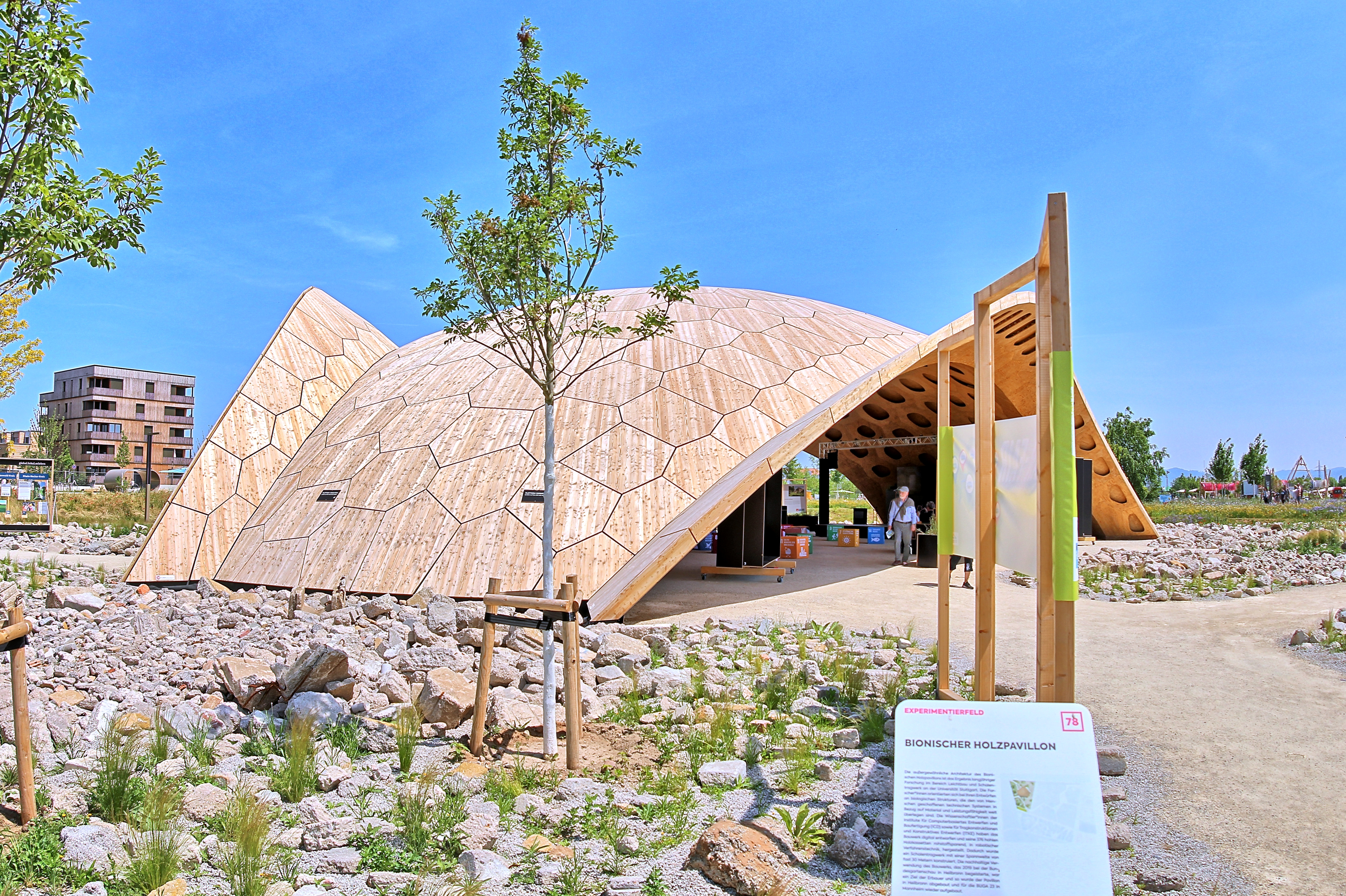
Spinelli-Park: Bionischer Holzpavillon
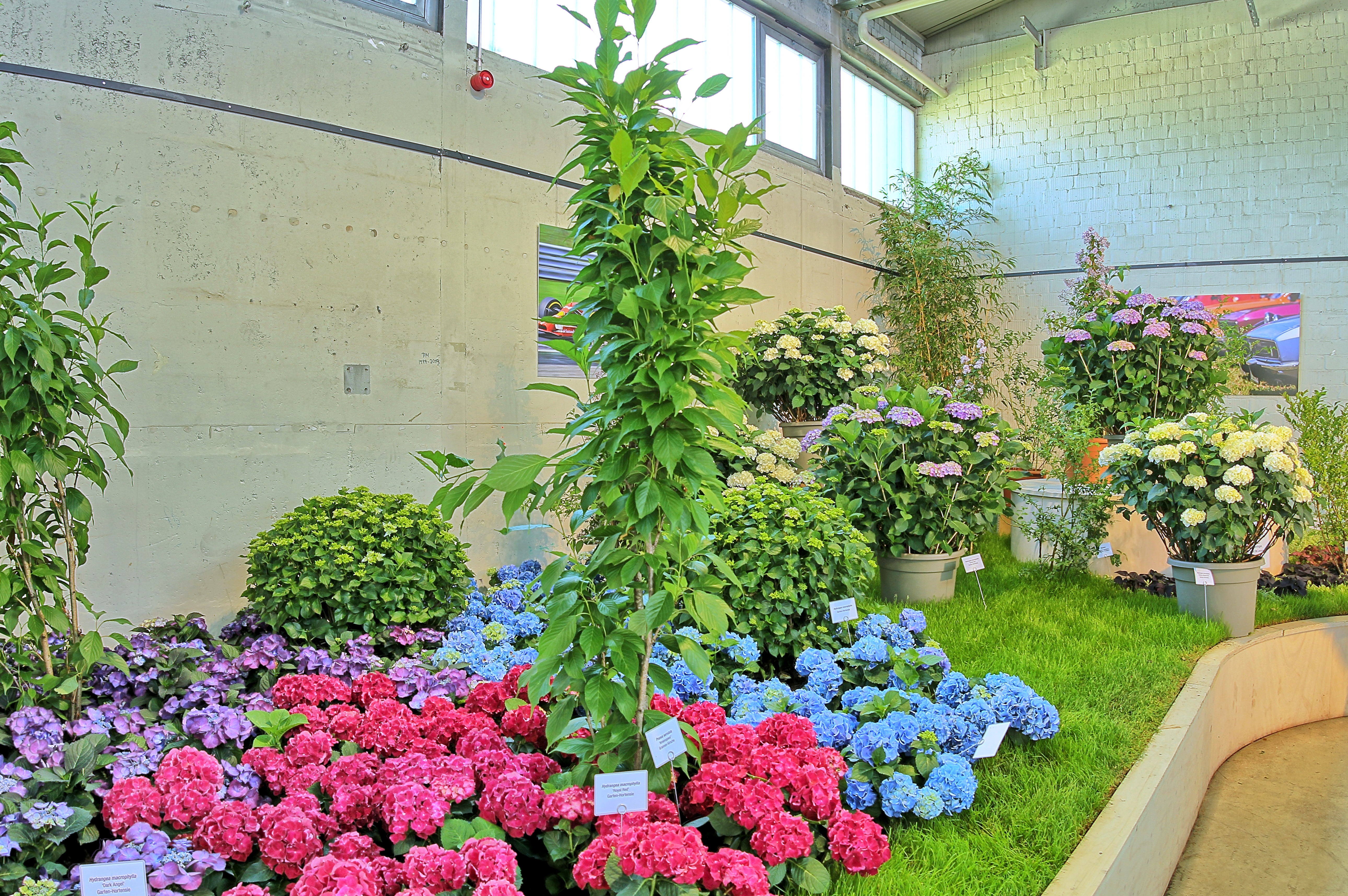
Spinelli-Park: Blumenschau in der U-Halle
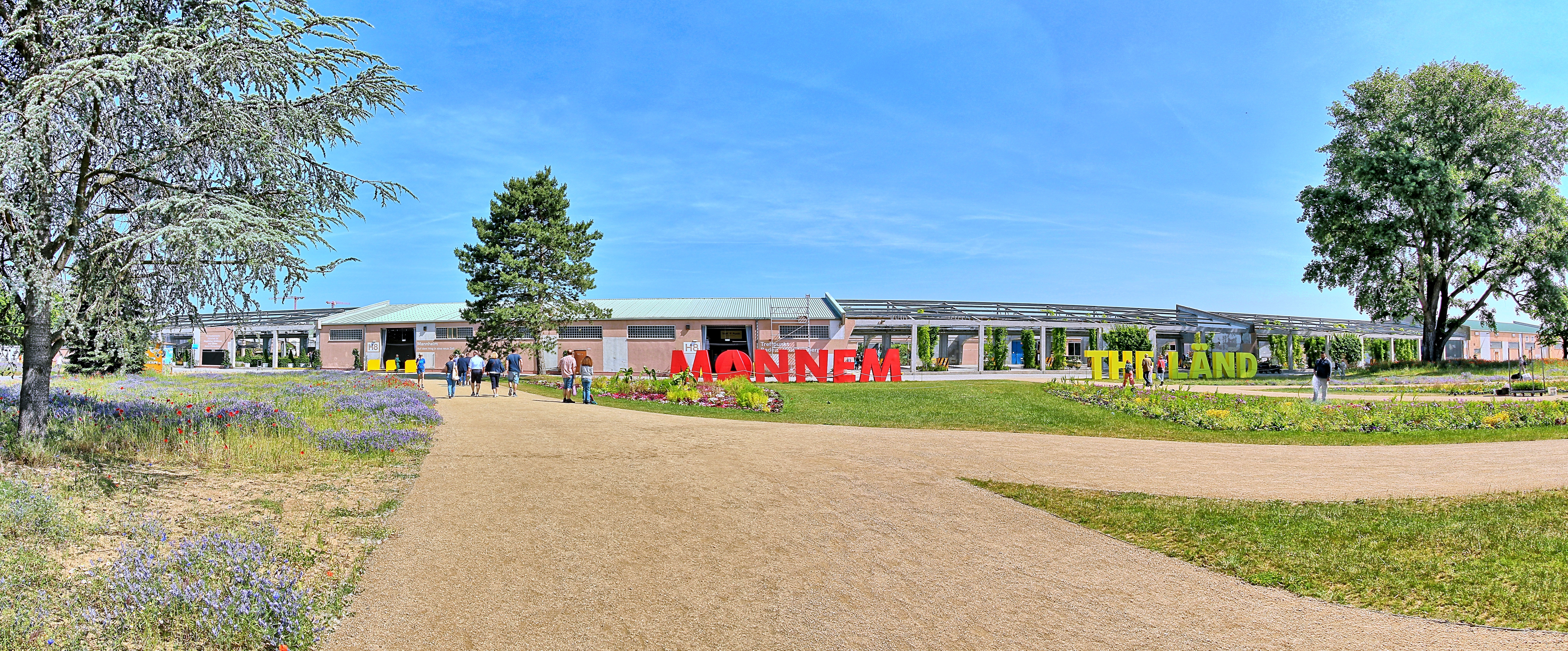
Spinelli-Park: 160°-Panorama der U-Halle

## Zukunft
Nach dem Ende der Bundesgartenschau wurde der Luisenpark wieder zu einem eigenständigen Park.
Das etwa 60 Hektar große Spinelligelände soll nach der BUGA 23 teilweise zurückgebaut werden. Die sogenannte U-Halle wird dabei teilweise zurückgebaut, bleibt aber ansonsten erhalten und soll weiterhin Gastronomie beherbergen. Teile des Spinelli-Geländes werden mit Wohnhäusern bebaut, erhalten bleiben sollen der Sport- und Bewegungspark mit den Spielstationen und Spielplätzen, der Parkouranlage, den Calisthenics-Angeboten und der Disc-Golf-Fläche. Nach der BUGA 23 soll der Panoramasteg für die Öffentlichkeit freigegeben werden und als Fußgängerbrücke über die Straße „Am Aubuckel“ dienen.